# Optische Isolation
Ziel der optischen Isolation ist es nicht, die elektronischen Bauteile vor Hochspannungseinflüssen zu schützen, sondern vielmehr Potentialfreiheit der Schaltung zu gewährleisten. 
Zwischen den zu isolierenden Bauteilen wird eine elektrisch nichtleitende Schicht aufgebaut. Die Signale zwischen den Bauteilen werden dabei nicht elektrisch, sondern optisch übertragen.
Somit ist gewährleistet, dass ein Störstrom das zwischen den Bauteilen übertragene Signal nicht verfälscht.
Die nichtleitende Schicht wird dabei für eine maximale Störspannung ausgelegt, unterhalb derer Spannungsfestigkeit gewährleistet ist und somit die Isolation aufrechterhalten werden kann.